# Красный Кут (Приморский край)
Кра́сный Кут — село в Спасском районе Приморского края. Административный центр Краснокутского сельского поселения.

## География
Село Красный Кут — спутник города Спасск-Дальний, расположено юго-восточнее автотрассы «Уссури», южнее перекрёстка, въезда в город с юга. Расстояние до города около 7 км.
Село Красный Кут стоит на правом берегу реки Кулешовка.
На юго-восток от села Красный Кут идёт дорога к сёлам Вишнёвка и Евсеевка.
Севернее автодороги Красный Кут — Вишнёвка — Евсеевка от автотрассы «Уссури» идёт автодорога Дубовское — Калиновка.

## Население
| 1900  | 1902  | 1910  | 1912  | 1915  | 1923  | 1926  |
| ----- | ----- | ----- | ----- | ----- | ----- | ----- |
| 238   | ↗243  | ↗431  | →431  | ↗645  | ↘593  | ↗655  |
| 1959  | 1970  | 1979  | 2002  | 2003  | 2010  | 2021  |
| ↗1200 | ↘1100 | ↗2060 | ↘1815 | ↘1696 | ↘1615 | ↘1177 |

## Улицы
| - ул. Гарнизонная, - ул. ДОС, - ул. Зелёная, | - ул. Красногвардейская, - ул. Мира, - ул. Новая, | - ул. Октябрьская, - пер. Прохладный, - ул. Трудовая. |

## Экономика
Сельскохозяйственные предприятия Спасского района.

## Инфраструктура
В окрестностях села — садово-огородные участки жителей Спасска-Дальнего.